# مایلز امین
مایلز امین (به انگلیسی: Myles Amine،  زادهٔ ۱۴ دسامبر ۱۹۹۶) یک کشتی‌گیر آزادکار آمریکایی الاصل اهل سان مارینو است.
از افتخارات وی می‌توان به کسب مدال برنز المپیک ۲۰۲۰ توکیو و قهرمانی کشتی جهان ۲۰۲۳ اشاره کرد.

## فعالیت حرفه‌ای

### المپیک ۲۰۲۰ توکیو
امین در وزن ۸۶ کیلوگرم کشتی آزاد المپیک ۲۰۲۰ توکیو حاضر بود که در کشتی اول کارلوس ایزگویردو از کلمبیا را شکست داد اما در کشتی بعد به دیوید تیلور از آمریکا باخت و با توجه به حضور این کشتی‌گیر در فینال، به دیدار شانس مجدد رفت. او در مرحله شانس مجدد علی شعبان‌اف از بلاروس را شکست داد و به دیدار رده‌بندی رسید. وی در این دیدار دیپاک پونیا از هند را شکست داد و مدال برنز وزن ۸۶ کیلوگرم را بدست آورد.

### قهرمانی کشتی جهان ۲۰۲۳
امین در وزن ۸۶ کیلوگرم کشتی آزاد قهرمانی کشتی جهان ۲۰۲۳ بلگراد شرکت کرد، او در این مسابقات نوئل تورس از مکزیک و لین زوشن از چین را مغلوب کرد اما در مسابقه بعد به حسن یزدانی از ایران باخت و با توجه به حضور این کشتی‌گیر در فینال، به دیدار شانس مجدد رفت. او در مرحله شانس مجدد بیامباسورنجین بت-اردن از مغولستان را شکست داد و به دیدار رده‌بندی رسید. وی در این دیدار جاورایل شاپیف از ازبکستان را شکست داد و مدال برنز را بدست آورد.

### المپیک ۲۰۲۴ پاریس
امین در وزن ۸۶ کیلوگرم کشتی آزاد المپیک ۲۰۲۴ پاریس حاضر بود که با شکست واسیل میخایلوف از اوکراین و عثمان نورمحمدف از آذربایجان به مرحله نیمه نهایی رسید اما در این مرحله مقابل حسن یزدانی از ایران شکست خورد و به دیدار رده‌بندی رفت. او در این مرحله نیز مقابل دوران کوراگلیف از یونان بازی را واگذار کرد و پنجم شد.  